# Contes en Côtière
Contes en Côtière est un festival de conte, organisé chaque année en mai, par la communauté de communes du canton de Montluel, dans l'Ain.
Le festival a été créé en 2003 ; l'édition 2011 sur le thème du Moyen Âge était la 9e édition.
Le festival se déroule dans différents lieux de la communauté de communes : à Niévroz, à Balan, à Pizay, à Bressolles, à Dagneux, à Béligneux et à Montluel, au théâtre de verdure, à proximité immédiate de la chapelle Saint-Barthélémy.